# Jakov Kopilović
Jakov Kopilović (Subotica, 9. srpnja 1918. – Subotica, 18. studenog 1996.) bio je hrvatski književnik iz Bačke.

## Životopis
Rodio se u Subotici u Keru, 9. srpnja 1918. godine. U rodnom gradu završava pučku školi i nižu gimnaziju, a privatno okončava gimnazijsko obrazovanje. U srpnju 1937. postao je kondukter na subotičkom tramvaju. Pred rat upisao se kao izvanredni student na Pravnom fakultetu u Subotici. Godine 1941. odlazi u Zagreb. Upisao se na Filozofski fakultet Sveučilišta u Zagrebu na grupu pedagogije i filozofije. Poslije godinu dana napustio je tu grupu i prelazi na slavistiku.
Nakon rata, sa skupinom subotičkih izbjeglica vratio se pješke u Suboticu. Kratko je radio u Upravi narodnih dobara pri Sreskom narodnom odboru, a zatim je predavao na Potpunoj muškoj gimnaziji od 17. rujna 1945. do 31. svibnja 1947. godine. Iako je bio nesvršeni student, radio je na gimnaziji kao suplent gdje je predavao književnost i hrvatskosrpski jezik. Od 1. lipnja 1947. do 20. rujna 1950. predavao je isti predmet na Potpunoj ženskoj gimnaziji u Subotici. Godine 1950. postao je ravnatelj novoosnovane škole br. 3 u Subotici. U veljači 1953. odlazi u Zagreb da kao redoviti student završi započete studije. Diplomirao je u listopadu 1954. godine, nakon čega se vraća u Suboticu.
Dana 17. studenog 1968. postaje pročelnik Gradske knjižnice. U siječnju 1969. godine teško oboljeva, a dana 13. srpnja 1971. odlazi u mirovinu.

## Djela
- „Daleko od zavičaja” (Zagreb, 1944.)
- „Tisuću i jedna noć” (Subotica, 1946.)
- „Soneti, Subotica” (1953.)
- „U dolu jablan” (Subotica, 1964.)
- „Radosti” (Subotica, 1966.)
- „Mozaik” (sa P. Bačićem, B. Bedeom, M. Molcerom; Subotica, 1967.)
- „Sjeverna jesen” (Subotica, 1967.)
- „Medaljoni” (Subotica, 1967.)
- „Njiva patnje” (Subotica, 1968.)
- „Žedan đeram” (Subotica, 1968.)
- „Đerdan” (Subotica, 1979.)
- „Cesta pod suncem” (Subotica, 1983.)
- „Moja dužijanca” (Subotica, 1994.)

### Članci
- Gabrić, Bela. 1990. Pjesnik Jakov Kopilović. Croatian poet Jakov Kopilović. Crkva u svijetu. Sveučilište u Splitu - Katolički bogoslovni fakultet. Split. 25 (2): 169–181